# Antônio Torquato Teixeira
Antônio Torquato Teixeira, primeiro e único barão de Ribeirão Vermelho (S. João del Rei, MG, 1830 — Bom Sucesso, MG, 27/06/1898) foi um fazendeiro brasileiro.
Filho de José Teixeira da Costa Guimarães e Maria Teobalda de Resende, casou-se com sua prima Urbana Amélia de Andrade Reis (Aiuruoca, MG, 1834 — Bom Sucesso, MG, 17/07/1918).
Residiu com sua esposa na Fazenda Engenho da Serra, em São Vicente de Minas, então pertencente ao antigo município do Turvo (atual Andrelândia), onde teve 12 filhos. Foi vereador no antigo município do Turvo entre 1883-86. Ao terminar seu mandato de vereador, mudou-se para a Fazenda Itapecerica, em Bom Sucesso (MG). 
Foi major e, depois, tenente-coronel comandante do 84° batalhão da reserva da Guarda Nacional. Foi agraciado, em 25/09/1889, com o título de barão de Ribeirão Vermelho. A denominação de seu título provavelmente se deve fato de suas propriedades atingirem o então distrito de Ribeirão Vermelho, em Lavras (MG).